# Тур де Франс 1909
Тур де Франс 1909 — 7-я супервеломногодневка по дорогам Франции, победу в которой одержал Франсуа Фабер.

## Этапы
Гонка прошла по тому же маршруту, что и две предыдущие.
| Этап | Дата      | Маршрут          | Рельеф    | Длина, км | Победитель             | Лидер гонки            |
| ---- | --------- | ---------------- | --------- | --------- | ---------------------- | ---------------------- |
| 1    | 5 июля    | Париж — Рубе     | Равнинный | 272       | Сирил ван Ховарт (BEL) | Сирил ван Ховерт (BEL) |
| 2    | 7 июля    | Рубе — Мец       | Равнинный | 398       | Франсуа Фабер (LUX)    | Франсуа Фабер (LUX)    |
| 3    | 9 июля    | Мец — Бельфор    | Горный    | 259       | Франсуа Фабер (LUX)    | Франсуа Фабер (LUX)    |
| 4    | 11 июля   | Бельфор — Лион   | Горный    | 309       | Франсуа Фабер (LUX)    | Франсуа Фабер (LUX)    |
| 5    | 13 июля   | Лион — Гренобль  | Горный    | 311       | Франсуа Фабер (LUX)    | Франсуа Фабер (LUX)    |
| 6    | 15 июля   | Гренобль — Ницца | Горный    | 345       | Франсуа Фабер (LUX)    | Франсуа Фабер (LUX)    |
| 7    | 17 июля   | Ницца — Ним      | Равнинный | 345       | Эрнест Поль (FRA)      | Франсуа Фабер (LUX)    |
| 8    | 19 июля   | Ним — Тулуза     | Равнинный | 303       | Жан Алавуэн (FRA)      | Франсуа Фабер (LUX)    |
| 9    | 21 июля   | Тулуза — Байонна | Равнинный | 299       | Констан Менаже (FRA)   | Франсуа Фабер (LUX)    |
| 10   | 23 июля   | Байонна — Бордо  | Равнинный | 269       | Франсуа Фабер (LUX)    | Франсуа Фабер (LUX)    |
| 11   | 25 июля   | Бордо — Нант     | Равнинный | 391       | Луи Трусселье (FRA)    | Франсуа Фабер (LUX)    |
| 12   | 27 июля   | Нант — Брест     | Равнинный | 321       | Гюстав Гарригу (FRA)   | Франсуа Фабер (LUX)    |
| 13   | 29 июля   | Брест — Кан      | Равнинный | 415       | Поль Дюбок (FRA)       | Франсуа Фабер (LUX)    |
| 14   | 1 августа | Кан — Париж      | Равнинный | 251       | Жан Алавуэн (FRA)      | Франсуа Фабер (LUX)    |

## Обзор гонки
На старт вышли 150 гонщиков — рекордное количество. Победитель двух последних Туров Люсьен Пети-Бретон решил пропустить гонку. Гонщики впервые стартовали как в составе команд, так без оных; формально зачёт вёлся по этим двум категориям. Победивший на первом этапе бельгиец Сириль ван Хауварт стал первым иностранцем, лидировавшим в общем зачёте французской многодневке. Люксембуржец Франсуа Фабер выиграл следующие 5 этапов, включая все горные на этом Туре, после чего больше не имел конкурентов в борьбе за итоговую победу. Он стал первым иностранцем, отпраздновавшим победу в общем зачёте. Его команда, Alcyon, оккупировала первые 5 мест итоговой классификации, 6-м стал победитель «одиночного» зачёта Эрнест Поль. 91-килограммовому Фаберу предсказуемо присудили титул лучшего горного гонщика. Экс-обладатель этого титула Гюстав Гарригу стал 2-м в общем зачёте. Жан Алавуэн, ставший 3-м из 55 финишировавших гонщиков, для победы на заключительном этапе последние 10 километров пробежал со сломанным велосипедом на плечах.

## Итоговый зачёт
|    | Гонщик                 | Команда  | Очки |
| -- | ---------------------- | -------- | ---- |
| 1  | Франсуа Фабер (LUX)    | Alcyon   | 37   |
| 2  | Гюстав Гарригу (FRA)   | Alcyon   | 57   |
| 3  | Жан Алавуэн (FRA)      | Alcyon   | 66   |
| 4  | Поль Дюбок (FRA)       | Alcyon   | 70   |
| 5  | Сирил ван Ховарт (BEL) | Alcyon   | 92   |
| 6  | Эрнест Поль (FRA)      | -        | 95   |
| 7  | Констан Менаже (FRA)   | Le Globe | 102  |
| 8  | Луи Трусселье (FRA)    | Alcyon   | 114  |
| 9  | Эжен Кристоф (FRA)     | -        | 139  |
| 10 | Альдо Беттини (ITA)    | -        | 142  |